# Bitka pri Alligator Creek Bridge
Bitka pri Alligator Creek Bridge ali Bitka pri Aligatorjevem mostu se je zgodila 30. junija 1778 in je bila edini večji spopad v neuspešni kampanji za osvojitev Britanske Vzhodne Floride med Ameriško revolucionarno vojno. Odred milice iz Georgije pod poveljstvom generala Jamesa Screvena je zasledoval četo lojalistov Thomasa Browna do položaja velike enote britanske redne vojske pod poveljstvom britanskega majorja Marka Prevosta in se nato umaknil.